# Trino Orozco
Trino Orozco (n. Humocaro Alto, pueblo del Municipio Moran-Estado Lara), 9 de enero de 1915 - f. Barquisimeto, 3 de octubre de 1994), hijo de Trinidad Orozco y Marìa Antonia Sànchez. Fue un artista larense, considerado por los críticos como uno de los mejores acuarelistas de Venezuela.[cita requerida]

## Historia
El desempeño escolar de Trino Orozco, inicia en su pueblo natal, al lado de su hermano Jose Rafael Orozco, en aquel entonces Orozco, también estaba destinado a cursar sus estudios religiosos. En 1926 es enviado a Barquisimeto a estudiar en el seminario La Divina Pastora.
Una inclinación hacia la pintura y el arte, lo lleva a retirarse de sus primeros estudios de sacerdocio en el Seminario de la Divina Pastora;viaja a Caracas en el año 1930 donde asiste a los cursos nocturnos, en la Escuela de Artes Plásticas, bajo las instrucciones de; Rafael Monasterios (Paisajes), Marcos Castillo (Pintura) y Cruz Àlvarez Sales (Escultura), abordó una variedad de técnicas múltiples a su trabajo como;(los colores, los trazos y los matices).Durante esa época se inició en el estudio de la acuarela, en 1933 realiza los trabajos de restauración de las obras muralísticas de la Casa-Museo General José Antonio Páez Valencia, Edo. Carabobo.

## Primeras pinturas
No tenía un lugar de exposiciones propio para exhibir sus obras, sin embargo en el año 1931 realizó su primer cuadro de carácter religioso titulado "El Bautizo de Jesús", en el año 1932 viaja a Valencia en busca de un ambiente intelectual para seguir creando; durante ese año se inicia en el arte de la acuarela, y realiza una serie de paisajes.
Cabe destacar que obras como "La Tierra Espera", "Madre Proletaria", "Barrio con Sed" y "Los Hijos de Nadie", estuvieron fuertemente influenciadas por la religión, y por el (espiritualismo y misticismo). Además abordó una serie de interpretaciones que plasmaron su atención hacia los problemas de las clases humildes en Venezuela.

## Exposiciones
- 1934: Ateneo de Valencia, Edo. Carabobo.
- 1935: Centro Social, Barquisimeto.
- 1936: Club Páez, Acarigua, Edo. Portuguesa.
- 1956: Palacio Municipal, Cumaná.
- 1962: Escuela de Artes Plásticas, Barquisimeto.

## Premios
- 1971: Paleta de oro, VII Salón Anual, Sala Armando Reverón, Caracas.